# 青把都儿台吉
青把都儿台吉（16世纪—1591年），又作昆都仑歹成台吉、宰桑固尔青巴图尔，简称青把都，孛儿只斤氏，明代漠南蒙古右翼永谢布万户喀喇沁部领主。他是达延汗三子巴尔斯博罗特之孫，昆都力哈的次子。
明隆庆五年（1571年），明朝和俺答汗达成封贡协议，明朝封他为指挥同知。隆庆六年（1572年），昆都力哈死后，青把都拥兵数万，控制喀喇沁部。万历元年（1573年），明朝升任他为金吾将军。他的女儿嫁给了朵颜卫首领长昂。与明朝通贡互市，他能节制弟弟哈不慎台吉、满五索、满五大，与明朝保持和平，得到明朝倚重。但也一度联合察哈尔部袭击明朝边地。他的部属多娶汉地妇女，近边修筑板升（房舍）安置眷属。他和内喀尔喀巴林部首领速把亥关系不好，想要谋杀速把亥，没有成功。他有五个儿子：来洪大台吉、歹汗台吉、来赛台吉、石令台吉、秃赖台吉。

### 文献
- 《明史·外国传八·鞑靼》
- 《蒙古源流》